# Kristopher Turner

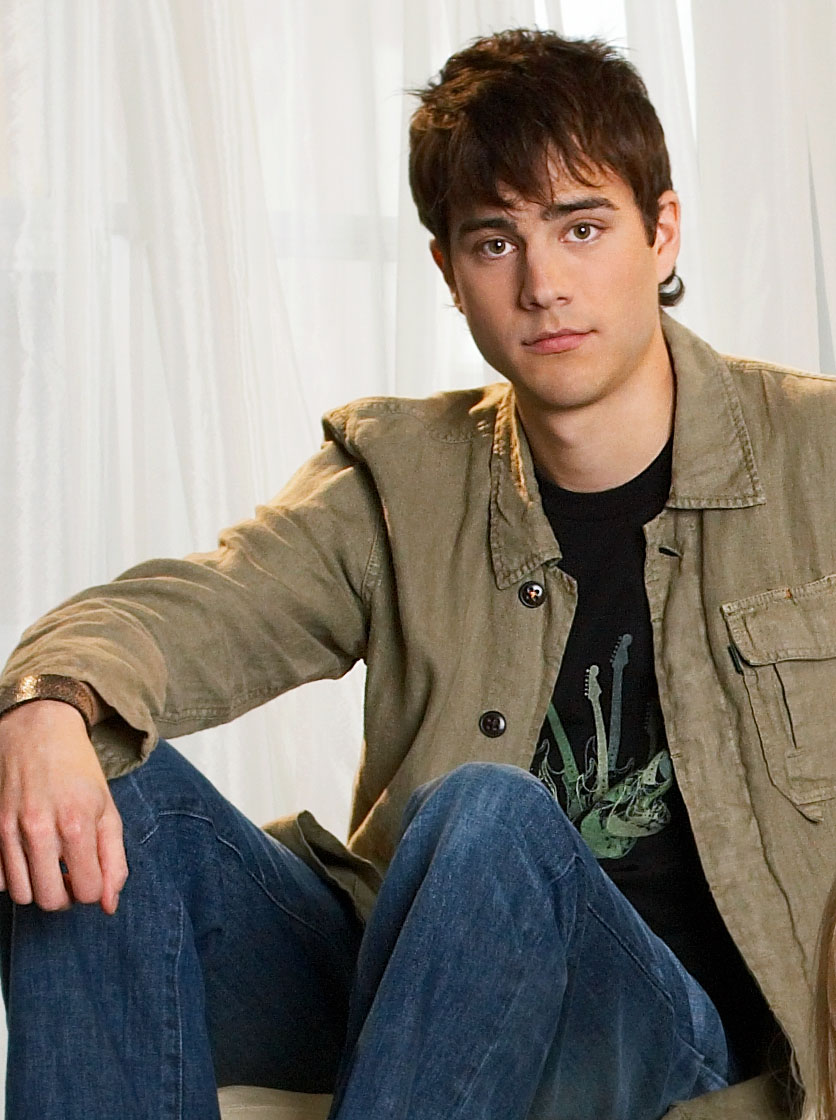
Kristopher Turner

Kristopher Turner (* 27. September 1980 in Winnipeg, Manitoba) ist ein kanadischer Schauspieler, der vor allem durch die Musik-Soap Instant Star bekannt wurde.

## Leben
Kristopher Turner entdeckte früh seine Liebe zur Bühne und spielte schon an der High School eine kleine Rolle in dem Theaterstück Ein Sommernachtstraum.
Er schloss die University of Winnipeg in Kanada mit einem guten Hochschulabschluss ab, wo er an einer großen Anzahl an Theaterproduktionen beteiligt war.
Von da an bekam er Angebote in mehreren Filmproduktionen. Er spielte von 2004 bis 2008 die Rolle des Jamie Andrews in der kanadischen Serie Instant Star.

## Theater
- 2006: In Gabriel's Kitchen

## Filmografie

### Filme
- 2002: The Brotherhood III: Young Demons
- 2002: Fancy, Fancy Being Rich
- 2002: Everybody's Doing It
- 2003: Endings
- 2006: The King of Siam
- 2006: Me and Luke
- 2007: In God's Country
- 2009: Trouble ohne Paddel 2 – Die Natur ruft! (Without a Paddle: Nature's Calling)

### Serien
- 2004–2008: Instant Star (52 Folgen)
- 2005–2006: Dark Oracle
- 2012: The L.A. Complex (19 Folgen)
- 2012–2014: Saving Hope (Fernsehserie, 34 Folgen)

### Gastauftritte
- 2002: 2030 CE
  - Episode: The Lord Helps Those Who Help Themselves
  - Episode: First Assignment
  - Episode: Ch-Ch-Ch-Changes
- 2004: Renegadepress.com
  - Episode: Just Cause
  - Episode: Skin Deep
  - Episode: A Real Connection
- 2005: Dark Oracle
  - Episode: Full Circle
- 2006: Dark Oracle
  - Episode: Life Interrupted
  - Episode: Trail Blaze
  - Episode: Redemption
- 2009, 2017: Murdoch Mysteries
  - Episode: Dr. Osler Regrets
  - Episode: Let Us Ask the Maiden
- 2019: Ransom
  - Episode: Life and Limb
- 2021: Coroner – Fachgebiet Mord (Coroner)
  - Episode: Christmas Day
  - Episode: Christmas Eve